# اسکار کوکوشکا
اسکار کوکوشکا (به آلمانی: Oskar Kokoschka) (متولد ۱۸۸۶-درگذشته ۱۹۸۰ میلادی) نقاش، شاعر و نمایشنامه‌نویس اهل وین بود، که در سال ۱۹۰۵ وارد مدرسهٔ هنر وین نمایشگاهی در نمایشگاه هنر آوانگارد ترتیب داد؛ جایی که چهره‌نگاری‌های خشن او که از ونگوگ الهام گرفته بود، چنان بحث و جدالی به راه انداخت که او را از مدرسهٔ هنروین اخراج کردند. کوکوشکا چهره‌نگاری‌های اکسپرسیونیستی خود را «چهره‌نگاری‌های سیاه» می‌نامید و شخصیت‌هایی که مدل او بودند، چنان فجیع تصویر می‌شدند که او به «فروید نقاشی» معروف شده بود «کسی که زشتی‌های روح هر فرد را نقاشی می‌کرد.» کوکوشکا نیز عملکرد خود را این چنین توصیف می‌کند: «از صورت‌های آن‌ها از ترکیب حالت‌ها و حرکتشان، سعی می‌کردم سرشت واقعی هر کس را حدس بزنم و با زبان تصویری خودم بازآفرینی کنم، چیزی که باید در حافظه‌ها باقی بماند.»

عروس باد، ۱۹۱۴، رنگ روغن روی بوم، ۱/۸۱×۲/۲۰متر، کانست میوزئوم، بازل، سوئیس